# Gefüge (Werkstoffkunde)

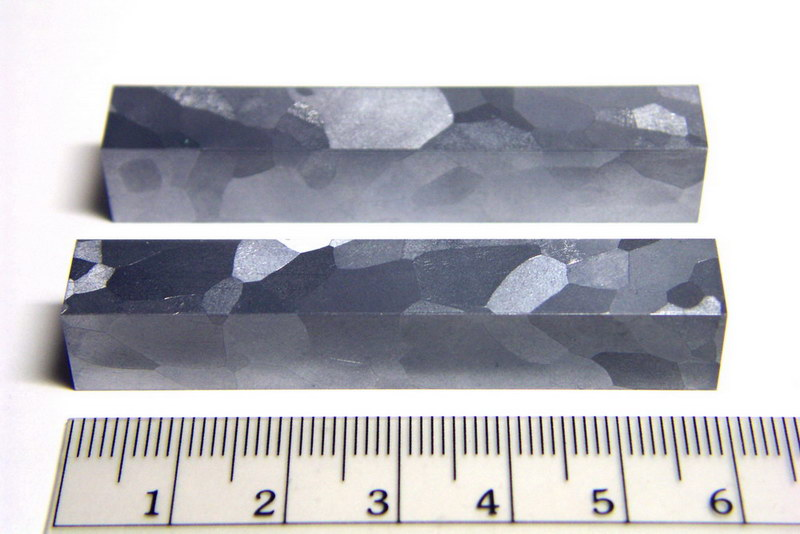
Gefüge eines Vanadiumquaders durch Makroätzung sichtbar gemacht

Das Gefüge oder die Mikrostruktur beschreibt unabhängig vom Werkstoff (Metall, Keramik oder Polymer) den Aufbau und die Ordnung der Bestandteile auf sichtbarer und mikroskopischer Ebene. Die Gefügebestandteile (Kristallite bzw. Körner, Füllstoffe und amorphe Bereiche) sind üblicherweise sehr klein und können zum Beispiel mit einem Lichtmikroskop qualitativ und quantitativ sichtbar gemacht werden. 
Die entsprechenden Fachgebiete heißen bei metallischen Werkstoffen: Metallografie, bei keramischen Werkstoffen: Keramografie und bei Polymeren: Plastographie. Einkristalle und amorphe Materialien weisen keine lichtmikroskopisch auflösbaren Gefüge auf.
Im Bereich der metallischen Werkstoffe und Legierungen wird dabei zwischen dem Primärgefüge und dem Sekundärgefüge unterschieden, auch wenn umgangssprachlich mit dem Begriff Gefüge üblicherweise das Sekundärgefüge gemeint ist.

„Der Begriff Gefüge kennzeichnet die Beschaffenheit der Gesamtheit jener Teilvolumina, von denen jedes hinsichtlich seiner Zusammensetzung und der räumlichen Anordnung seiner Bausteine in Bezug auf ein in den Werkstoff gelegtes ortsfestes Achsenkreuz in erster Näherung homogen ist. [...]. Das Gefüge ist durch die Art, Form, Größe, Verteilung und Orientierung der Gefügebestandteile charakterisiert.“

## Primärgefüge

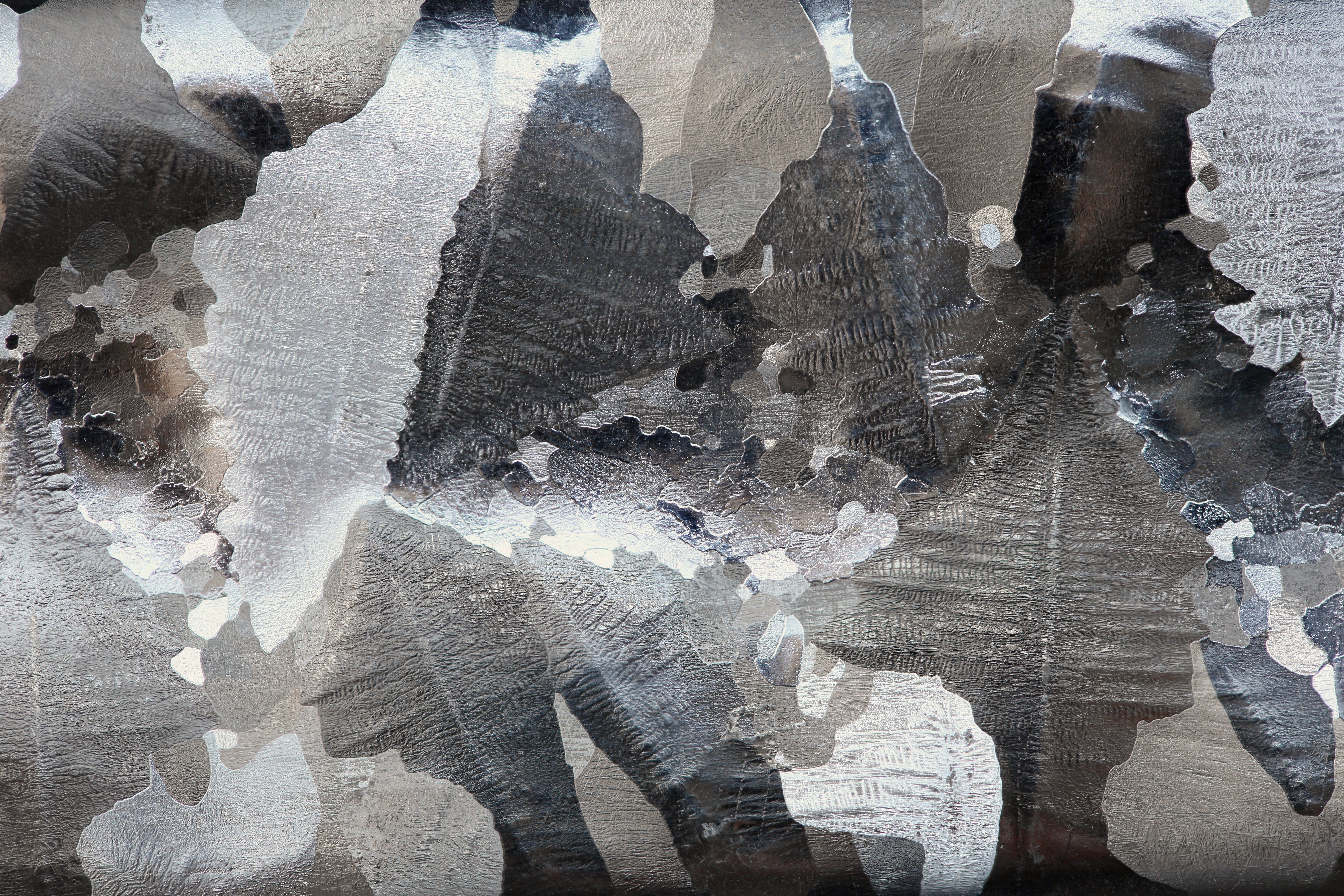
Dendritengefüge in einem Aluminiumbarren

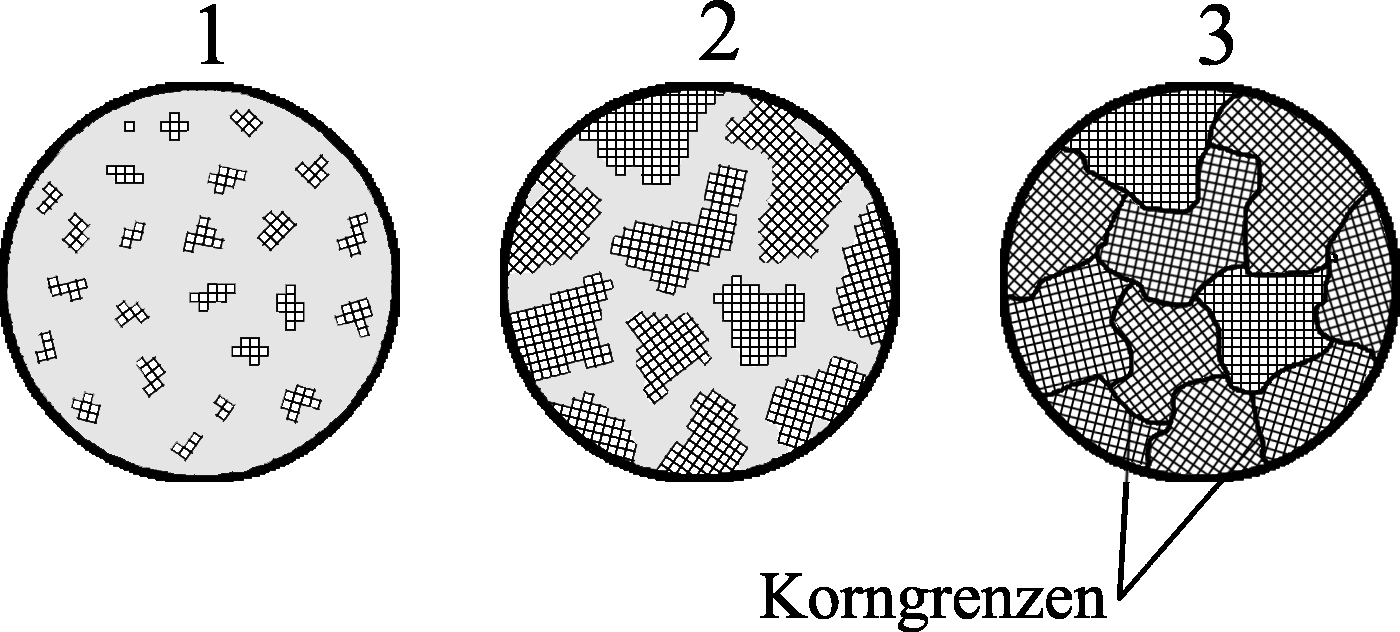
Vereinfachtes Schaubild für eine nichtdendritische Erstarrung:
(1) Bildung von Kristallisationskeimen, (2) Wachsen der Kristalle, (3) Fertiges Gefüge

Das Primärgefüge entsteht, wenn die Schmelze eines kristallinen Stoffes abkühlt. Beim Erreichen der Erstarrungstemperatur kommt es an vielen Stellen innerhalb der Schmelze, ausgehend von Kristallisationskeimen, zur Kristallbildung. Diese Kristalle wachsen im weiteren Verlauf der Abkühlung solange, bis sie schließlich aneinanderstoßen. Da die jeweiligen Kristalliten dem Zufall der Entstehung und ihrer Lage in der Schmelze entsprechend, weisen diese unterschiedliche Ausrichtungen auf und können an den Grenzflächen nicht miteinander verwachsen.
Je nachdem, ob es sich bei der Schmelze um einen ein- oder mehrphasig erstarrenden Stoff handelt, können im Verlauf der Ankristallisation von Schmelze an den Dendriten noch Entmischungsphänomene auftreten. Diese Entmischungen sind in unterschiedlichen Schmelzpunkten der beiden Stoffe und deren Löslichkeiten begründet.
Siehe auch:Mischungslücke.
Wird das Primärgefüge mit den Verfahren der Metallographie sichtbar gemacht, so erhält man einen qualitativen Eindruck über die Inhomogenitäten des Materials. Bei Gusswerkstoffen lassen sich damit in der Regel auch die Dendritenstrukturen zeigen. Siehe auch:Polykristall und Korngröße

## Sekundärgefüge

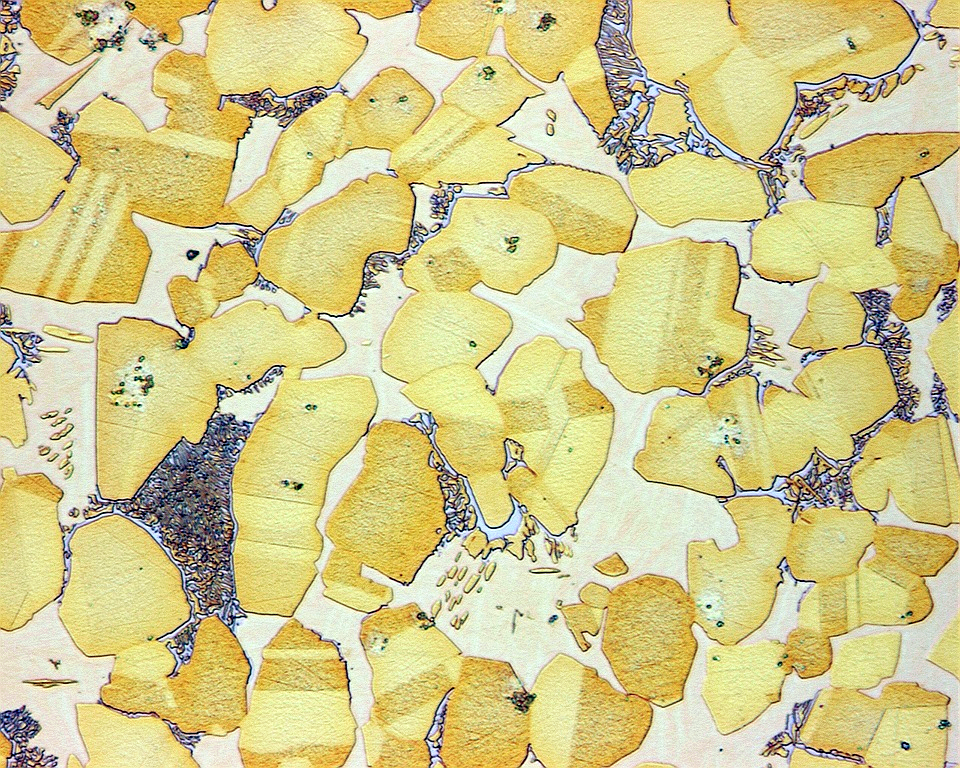
Sekundärgefüge in geätzter Aluminiumbronze

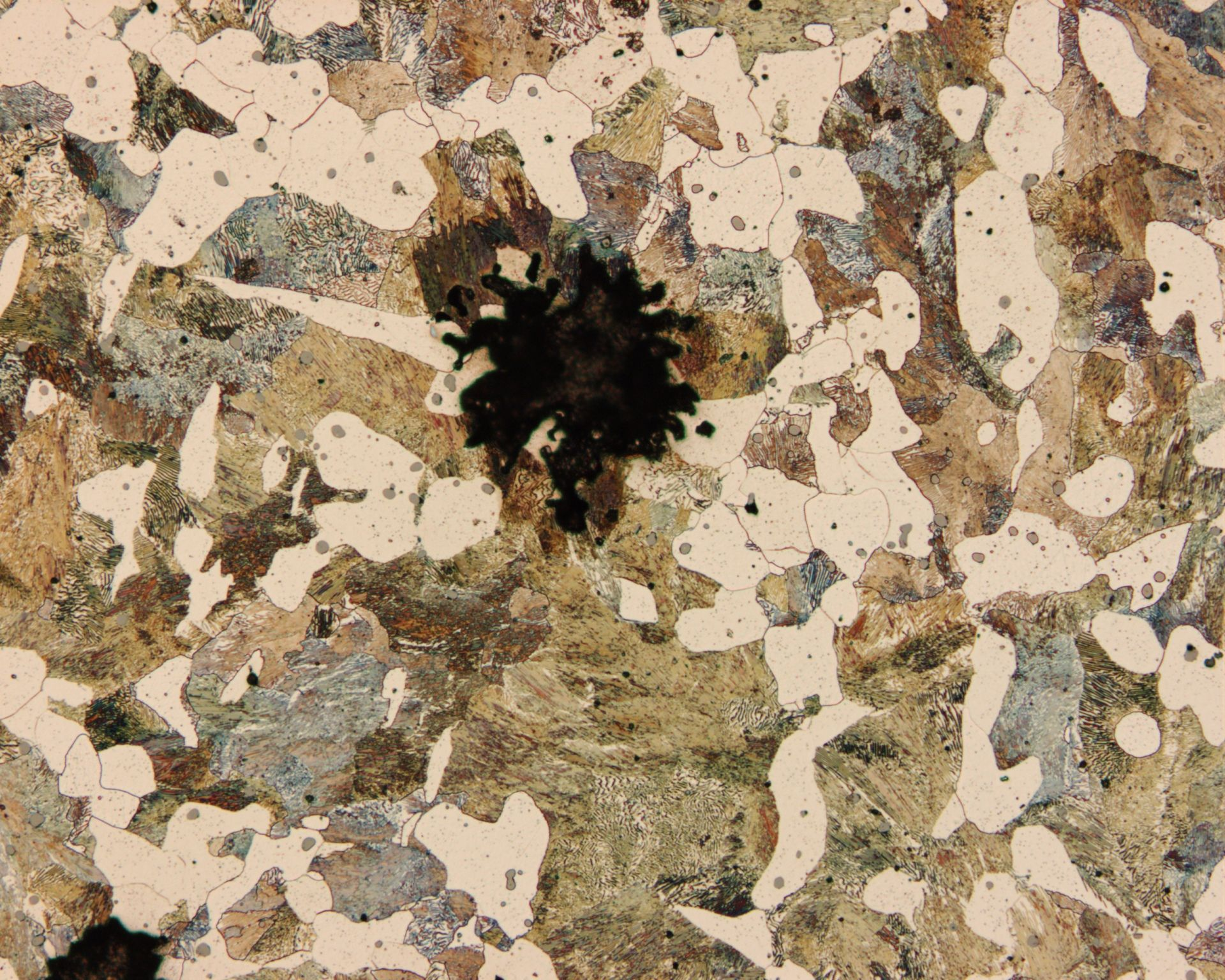
Gefügeschliffbild „Weißer Temperguss“ (Vergrößerung 100:1)

In vielen Fällen kommt es im Nachgang der Erstarrung der Schmelze aufgrund der vorhandenen Restwärme zu einer quasi „unfreiwilligen“ Wärmebehandlung. Dieser Vorgang wird als Selbstanlassen bezeichnet. Ein Selbstanlassen, wie auch eine technische Wärmebehandlung, führt zu Umwandlungs-, Ausscheidungs- und Rekristallisierungsvorgängen, die das Sekundärgefüge ausbilden. Dies sind jedoch immer Festkörperreaktionen, bei denen die äußeren Geometrien weitestgehend konstant bleiben. Das Sekundärgefüge verfügt meist über kleinere Körner als ein Primärgefüge.

## Gefügetypen

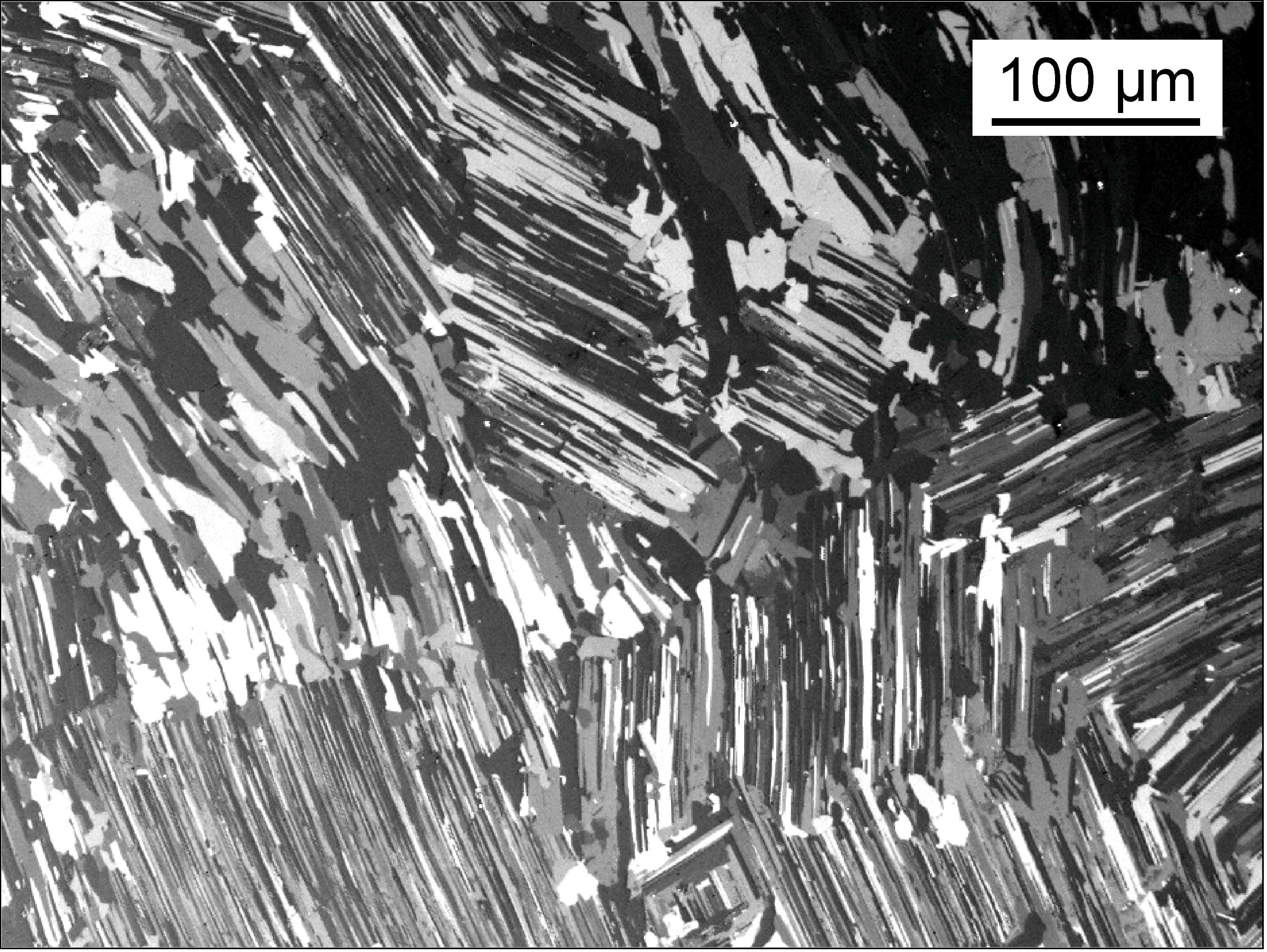
Lamellengefüge in TiAl

In zweiphasigen Gefügen eines Polykristalls können sechs grundsätzlich unterschiedliche Gefügetypen unterschieden werden. In der Praxis treten hingegen auch Mischtypen auf.

Schema Duplexgefüge

Duplexgefüge
Ähnliche Phasenanteile, polyedrische Kornform, αα, ββ und αβ Phasengrenzen
Dispersionsgefüge
Die Matrixphase α hat einen größeren Volumenanteil als die dispergierte Phase β. β kann polyedrisch, platten- oder stäbchenförmig sein. ββ Phasengrenzen fehlen.
Zellengefüge
Die β Phase umhüllt die α Phase, hat aber einen kleineren Volumenanteil. Es treten lediglich αβ Phasengrenzen auf
Dualgefüge
Die β Phase tritt in den Zwickel einer polyedrischen α Phase auf. Die α Phase im Allgemeinen sowie die αα und αβ Phasengrenzen sind stärker vertreten.
Lamellengefüge
Vergleichbare Volumenanteile von plattenförmigen Kristalliten oder Lamellen. αβ Phasengrenzen sind am häufigsten vertreten.
Durchdringungsgefüge (Netzgefüge)
α und β Körner durchdringen sich gegenseitig in einem weiten Netz. αα, ββ und αβ Phasengrenzen sind möglich.

## Gefügeschliffbilder und ihre Nutzung
Die Gefüge von Metallen werden mit den Mitteln der Metallographie an Materialproben herausgearbeitet und die unter dem Lichtmikroskop sichtbaren Gefügeschliffbilder anschließend analysiert. Durch Beurteilung von Größe, Form und Anordnung der Kristallite mit ihren Korngrenzen, sowie Verunreinigungen lassen sich umfangreiche Aussagen über den Wärmebehandlungszustand und die zu erwartenden mechanischen Eigenschaften tätigen.
Umgekehrt lässt sich das Gefüge der Metalle (und die daraus resultierenden technologischen Eigenschaften) durch gezielte Wärmebehandlung sehr genau einstellen. So wird z. B. bei austenitischen CrNi-Stählen eine bestimmte Korngröße eingestellt, um damit eine definierte Dehnung und Festigkeit zu erreichen.
Typische Parameter einer Phase in der quantitativen Gefügeanalyse sind der Volumenanteil VV, die spezifische Grenzfläche SV, Teilchenzahl NV und das Integral der mittleren Krümmung MV. Der Volumenanteil einer Phase ist gleich dem Flächenanteil des Schliffbildes und darüber hinaus auch dem Linienanteil und dem Punktanteil eines gleichmäßig verteilten Musters (VV = AA = LL = PP).
Zur Beweisführung, vor allem bei der Analyse von Schadensfällen, werden die Gefüge üblicherweise fotografisch dokumentiert.

### Auswahl schematischer Gefügeschliffbilder
Allgemein

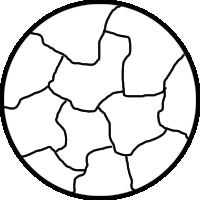
Reinstoff, Legierung mit Mischkristallbildung
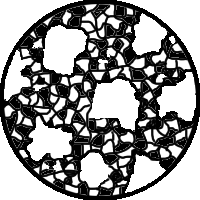
Eutektikumsnahe Legierung mit „Primär-A“-Kristallen
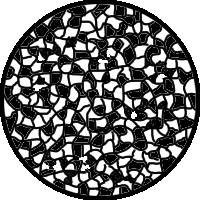
Eutektikum
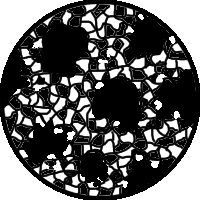
Eutektikumsnahe Legierung mit „Primär-B“-Kristallen

Stähle

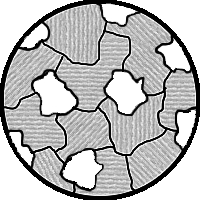
Ferrit-Perlit
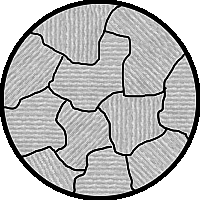
Perlit
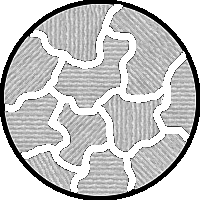
Perlit-Sekundärzementit

## Versuch zur Gefügebildung
Ein mit bloßem Auge sichtbares Gefüge lässt sich mit Hilfe eines einfachen Versuchs erzeugen:

„Klempnerlot“ (Blei-Zinn-Legierung mit etwa 35 % Zinn) wird mit einem Spiritus- oder Bunsenbrenner in einer Stahlkelle erhitzt und geschmolzen. Die Zugabe von Kolophonium macht die Oberfläche oxidfrei (die entstehenden Schlacken werden beiseitegeschoben). Lässt man nun die Schmelze langsam abkühlen, kann die Kristallisation und Gefügebildung direkt beobachtet werden.